# Setophaga angelae
Setophaga angelae е вид птица от семейство Parulidae. Видът е световно застрашен, със статут Уязвим.

## Разпространение
Разпространен е в Пуерто Рико.